# North Campbell (Dakota del Sur)
North Campbell es un territorio no organizado ubicado en el condado de Campbell en el estado estadounidense de Dakota del Sur. En el Censo de 2010 tenía una población de 343 habitantes y una densidad poblacional de 0,33 personas por km².

## Geografía
North Campbell se encuentra ubicado en las coordenadas 45°52′35″N 100°3′13″O / 45.87639, -100.05361. Según la Oficina del Censo de los Estados Unidos, North Campbell tiene una superficie total de 1042.91 km², de la cual 983.6 km² corresponden a tierra firme y (5.69%) 59.3 km² es agua.

## Demografía
Según el censo de 2010, había 343 personas residiendo en North Campbell. La densidad de población era de 0,33 hab./km². De los 343 habitantes, North Campbell estaba compuesto por el 99.13% blancos, el 0% eran afroamericanos, el 0% eran amerindios, el 0.29% eran asiáticos, el 0% eran isleños del Pacífico, el 0% eran de otras razas y el 0.58% pertenecían a dos o más razas. Del total de la población el 0.87% eran hispanos o latinos de cualquier raza.